# Amethystea caerulea
Amethystea es un género monotípico de plantas con flores perteneciente a la familia Lamiaceae. Su única especie: Amethystea caerulea L., Sp. Pl.: 21 (1753), es originaria del sur de Siberia hasta Japón.

## Taxonomía
Amethystea caerulea fue descrita por Carlos Linneo y publicado en Species Plantarum 1: 21. 1753.
Sinonimia
- Amethystea trifida Hill, Veg. Syst. 17: 44 (1770).
- Amethystea corymbosa Pers., Syn. Pl. 1: 24 (1805).
- Lycopus amethystinus Steven, Mém. Soc. Imp. Naturalistes Moscou 5: 341 (1814).[1]